# Narodni dom, Novo mesto
Narodni dom v Novem mestu se nahaja v starem mestnem jedru.
Gradnja zgradbe je potekala med letoma 1873 in 1885. To je bil tudi prvi Narodni dom na področju Slovenije. Sprva je bila v njem le knjižnica/čitalnica, nato pa so se v dom naselila tudi narodna društva in glasbena šola. Po drugi svetovni vojni je bil v stavbi vse do leta 1977 Dom JLA s kinodvorano. 1977 pa je bil zgrajen nov Dom JLA,  v prenovljeni stavbi pa je danes Kulturni center Janez Trdina.
Leta 1992 je bil Narodni dom razglašen za kulturni spomenik lokalnega pomena.